# Звёздчатошипая акула
Звёздчатошипая акула, или звёздчатая акула, или бляшкошипая акула, или акула-аллигатор, или акула-крокодил (лат. Echinorhinus brucus) — один из двух видов рода бляшкошипых акул семейства звездчатошипых акул (Echinorhinidae). Эти акулы распространены в тропических и умеренных водах по всему миру, за исключением восточной части Тихого океана. Они встречаются редко и держатся у дна, как правило, на глубине от 400 до 900 м. Максимальная зарегистрированная длина 3,1 м. У этих акул коренастое цилиндрическое тело с коротким рылом. Два маленьких лишённых шипов спинных плавника сдвинуты к хвосту и расположены близко друг к другу. Их основание находится у заднего края основания брюшных плавников. Анальный плавник и субтерминальная выемка на хвостовом стебле отсутствуют. Тело покрыто крупными, похожими на колючки, зачастую сросшимися между собой плакоидными чешуями. Эти акулы питаются главным образом рыбой (в том числе и другими акулами), а также крабами. Добычу они, скорее всего, засасывают. Бляшкошипые акулы размножаются бесплацентарным яйцеживорождением. Не представляют опасности для человека. Иногда в качестве прилова попадают в коммерческие сети.

## Таксономия
Впервые вид научно описан в 1788 году французским натуралистом Пьером Жозефом Боннатерре в иллюстрированной энциклопедии Tableau encyclopédique et méthodique под названием Squalus brucus. Голотип утрачен. В 1816 году Анри Дюкроте-де-Блэнвиль создал для этого вида отдельный род бляшкошипых акул Echinorhinus. До 60-х годов XX века тихоокеанских бляшкошипых акул ошибочно принимали за бляшкошипых акул.
Название семейства и рода происходят от слов греч. αχινός — «морской ёж» и греч.  ῥινός  — «нос», а видовое название происходит от слова греч. βρύχιος — «глубокий», «идущий из глубины».

## Ареал и среда обитания
Бляшкошипые акулы встречаются довольно редко. Они обитают в умеренных и тропических водах за исключением восточной части Тихого океана. Чаще всего они встречаются в восточной Атлантике и западной части Тихого Океана, где их ареал простирается от Северного моря и Британских островов до южного побережья Мозамбика, включая Средиземное море. В западной части Атлантики эти акулы изредка попадаются у берегов Массачусетса, Северной Каролины, Луизианы, Тобаго, Бразилии и Аргентины. В Индийском океане они встречаются у побережья Омана и Индии. В Тихом океане они наблюдаются в водах южной Японии, южной Австралии, Новой Зеландии, и, возможно, Кирибати.
Бляшкошипые акулы держатся у дна на континентальном и островном шельфе и материковом склоне на глубине от 400 до более 900 м у дна. Однако их встречали на глубине 18 м в местах подъема холодных вод, а также на глубине 1214 м. По крайней мере в европейских водах летом бляшкошипые акулы совершают вертикальные миграции, поднимаясь на глубину 20—200 м.

## Описание
У бляшкошипых акул коренастое, цилиндрическое тело и слегка приплюснутая голова с тупым рылом, длина которого меньше ширины рта. Ноздри широко разнесены друг от друга и обрамлены маленькими кожаными складками. Третье веко отсутствует. Позади глаз имеются крошечные брызгальца. По углам широкого изогнутого рта расположены короткие борозды. На верхней челюсти расположено 20—26, а на нижней 22—26 зубных рядов. Зубы кинжаловидные с небольшим центральным остриём, по бокам имеются до 3 латеральных зубцов. У бляшкошипых акул пять пар жаберных щелей, из которых пятая пара самая длинная.

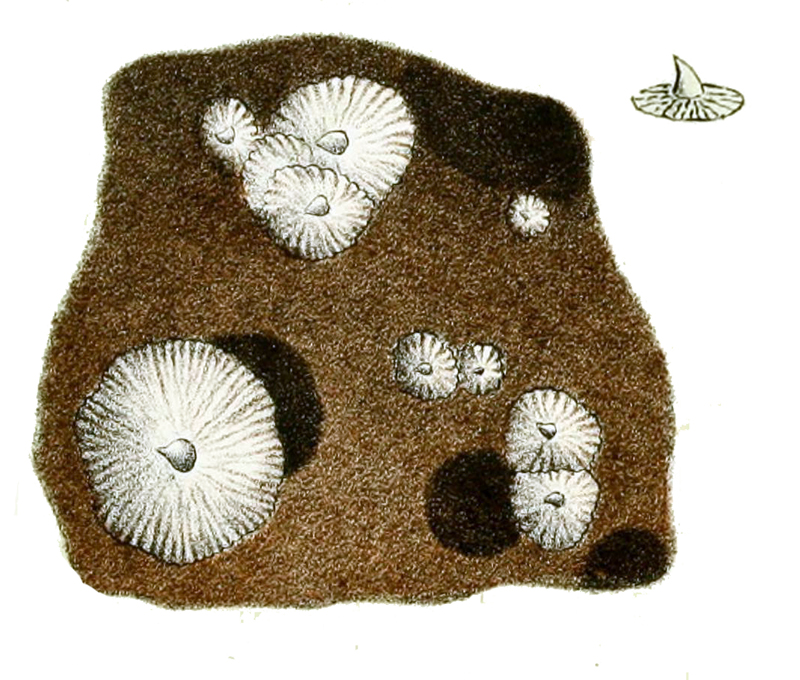
Бляшки, покрывающие кожу бляшкошипой акулы.

Грудные плавники широкие, треугольной формы, брюшные плавники довольно длинные и крупные. Спинные плавники маленькие, почти одинакового размера. Основание первого спинного плавника находится позади основания брюшных плавников. Анальный плавник отсутствует. Хвостовой стебель толстый, прекаудальные выемки отсутствуют. Хвостовой плавник асимметричен, нижняя лопасть развита слабо. Вентральная выемка у кончика верхней лопасти отсутствует.
Кожа бляшкошипых акул покрыта слоем плохо пахнущей слизи толщиной в несколько миллиметров.. По телу хаотично разбросаны крупные плакоидные чешуи до 1,5 см в поперечнике, по форме напоминающие колючку. Они покрыты выступами, которые расходятся из центра. До 10 чешуй могут срастаться вместе, образуя бляшки. У акул длиной менее 90 см нижняя часть рыла и область вокруг рта плотно покрыта мелкими чешуйками; у взрослых акул эти чешуйки крупнее и лежат менее плотно. Окрас коричневый или чёрный с металлическим багрянистым отливом, брюхо бледнее. Некоторые особи покрыты пятнами красного или чёрного цвета. Есть данные, что одна акула, пойманная живой, отсвечивала зелёным светом.
Максимальная зарегистрированная длина составляет 3,1 м, а вес 200 кг (самка длиной 2,8 м).

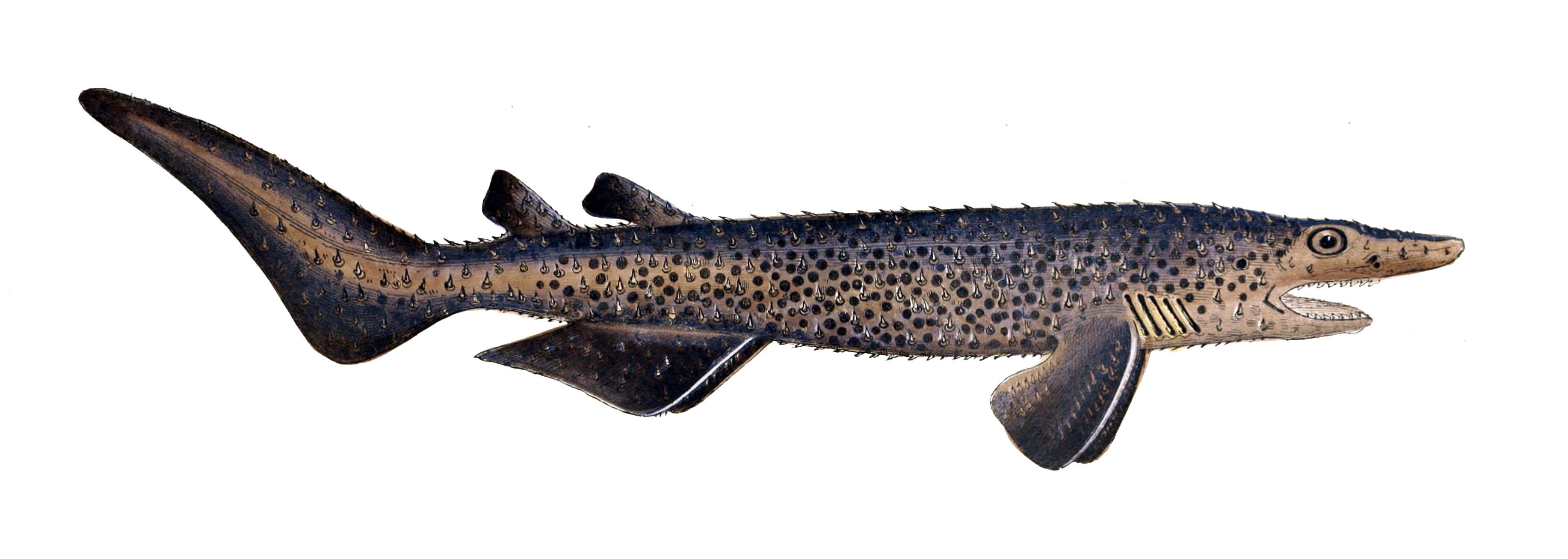

## Биология
Бляшкошипые акулы довольно медлительны. Их рацион состоит из небольших акул других видов, включая короткопёпых колючих акул, костистых рыб, таких как, зубатки, трескообразные и ящероголовые, и крабы. Крупная по сравнению с ртом глотка даёт основание предположить, что эти акулы засасывают добычу. Этот вид размножается яйцеживорождением. У самок имеется два функциональных яичника и два яйцевода. В помёте от 15 до 52 детёнышей. Длина новорожденных 40—50 см. Чешуя у эмбрионов на поздней стадии развития не развита, она представляет собой крошечные шипики, расположенные во впадинах в коже. Возраст достижения половой зрелости неизвестен, самый маленький известный самец имел длину 1,5 м, а самка 2,1 м.

## Взаимодействие с человеком
Бляшкошипые акулы не представляют опасности для человека. В качестве прилова они иногда попадают в коммерческие донные тралы и ярусы. Пойманных в восточной Атлантике акул перерабатывают на рыбную муку, однако, они не представляют существенной коммерческой ценности. В ЮАР жир их печени высоко ценится как лекарственное средство, тогда как в Индии его считают низкокачественным и покрывают им каноэ, чтобы защитить их от жуков-точильщиков. Исторические записи свидетельствуют о том, что численность бляшкошипых акул в северо-восточной Атлантике заметно снизилась с XVIII и XIX века, сейчас они очень редко встречаются в водах Северной Европы и в Средиземном море. Снижение обусловлено давлением со стороны рыбного промысла, поскольку этот вид крайне чувствителен к перелову; глубоководные акулы в целом медленно созревают и медленно размножаются. Данных для оценки статуса сохранности вида недостаточно.